# Ajuga spectabilis
Ajuga spectabilis là một loài thực vật có hoa trong họ Hoa môi. Loài này được Nakai mô tả khoa học đầu tiên năm 1916.